# Perigonica punctilinea
Perigonica punctilinea là một loài bướm đêm trong họ Noctuidae.